# Eleotrica cableae
Eleotrica cableae är en fiskart som beskrevs av Ginsburg, 1933. Eleotrica cableae ingår i släktet Eleotrica och familjen smörbultsfiskar. IUCN kategoriserar arten globalt som sårbar. Inga underarter finns listade i Catalogue of Life.